# تازه‌کند (مشگین‌شهر)
تازه‌کند روستایی است که در استان اردبیل، شهرستان مشگین‌شهر، بخش مرادلو، دهستان ارشق غربی قرار دارد.

## جمعیت
بر اساس سرشماری سال ۱۳۸۵ جمعیت این روستا ۳۴۹ نفر با ۸۷ خانوار بوده‌است. ر وستای تازه کند در طول جغرافیایی 47درجه و 45دقیقه و عرض 38درجه و 42دقیقه ، در ارتفاع 1500متر از سطح دریا واقع شده است .
و برابر آخرین سرشماری 119 خانوار با جمعیت 368 نفر برآورد شده است